# O Último Combate
Le dernier combat (br/pt: O último combate)  é um filme francês de 1983, do gênero ficção científica, dirigido por Luc Besson. O filme se passa num futuro pós-apocalíptico onde alguns poucos humanos sobreviveram. Ninguém consegue mais se comunicar pela fala; o filme não possuí dialogos, e os personagens só se comunicam não-verbalmente. Um solitário faz amizade com um velho recluso e a dupla luta contra bandidos, tentando conseguir comida, abrigo e salvar a própria vida. Este é o primeiro filme dirigido por Luc Besson

## Sinopse
Num futuro pós apocalíptico onde as pessoas perderam a voz, uma personagem masculina, conhecida apenas como o Homem (Pierre Jolivet), está num escritório abandonado, onde faz sexo com uma boneca insuflável. Depois disso, tenta recuperar peças de veículos abandonados, mas regressa de mãos vazias a casa, onde tenta fazer um aparelho voador improvisado. O Homem aventura-se fora do edifício onde vive, que é rodeado por uma paisagem desolada.
Um grupo de homens tenta sobreviver neste local abandonado. Estes retêm prisioneiro um homem, conhecido como o Anão (Maurice Lamy), e obrigam-no a ir buscar água para eles. O Homem, que observa à distância, aproxima-se sorrateiramente do seu acampamento e esfaqueia o seu líder, o Capitão (Fritz Wepper), recuperando uma bateria de automóvel. Os sobreviventes do grupo perseguem o Homem, mas este consegue escapar na sua aeronave, finalmente funcional. 
O Bruto (Jean Reno), um homem entroncado e forte, é visto a aproximar-se de um hospital com um caixa de comida enlatada. Este toca a uma campainha e o Doutor (Jean Bouise) ordena-lhe que pouse a comida enlatada no chão  e que se afaste da porta. Em seguida, o Doutor puxa a caixa para dentro da porta e fecha-a antes que o Bruto possa entrar.
O aparelho voador do Homem despenha-se já de noite. Na manhã seguinte, este continua a pé. O Bruto regressa ao hospital com uma nova caixa, mas desta vez este constrói um aparelho que lhe permite manter a porta aberta o suficiente para que este consiga entrar no edifício. O plano funciona, mas, já dentro do edifício, o Doutor puxa uma alavanca que fecha uma segunda porta que impede o Bruto de entrar. O Homem encontra um bar abandonado, embriaga-se e desmaia. Quando acorda, aventura-se fora do bar e constata espantado que estão a chover peixes. Enquanto procura uma maneira de cozinhar os peixes, o Homem encontra o Bruto. Uma luta começa entre ambos. O Bruto parece estar a ganhar mas o Homem consegue escapar. 
O Homem, gravemente ferido, vagueia pelas redondezas e encontra o Doutor. Este ajuda o Homem, cura-lhe as feridas e cozinha algum peixe para ele. O Doutor inala um gás que lhe permite proferir uma única palavra: "Bom dia". O Homem experimenta também inalar o gás e consegue responder com a mesma palavra. Ambos estão maravilhados de conseguirem de novo falar. O Homem e o Doutor fazem amizade, jogando pingue pongue e praticando pintura. O Homem decide ir buscar uma pintura que este viu no bar, a meio de uma tempestade de areia. O Bruto, que se refugiara no bar, regressa e viu que o quadro desapareceu. 
O Doutor prepara uma refeição e coloca uma venda no Homem. Em seguida guia o homem para uma parte do hospital onde está uma mulher, e dá-lhe alguma comida. O Bruto  pega fogo à porta principal do hospital, mas o Homem e o Doutor apagam as chamas. Ambos levam comida à mulher, e o Homem dá-lhe uma prenda embrulhada. Em seguida, apanham o Bruto a tentar serrar as grades do portão, e conseguem enxotá-lo.
O Doutor e o Homem preparam comida para a mulher, mas desta vez o Doutor permite que o Homem não vá blindado, e encoraja-o a pentear-se. Enquanto isso, o Bruto conseguiu atravessar as grades para dentro do hospital. Caem pedaços de rocha do céu e o Doutor é morto quando se dirigia ao quarto da mulher. O Homem, que não sabe encontrar a mulher sem o Doutor, tenta encontrá-la, mas é surpreendido pelo Bruto. Começa uma luta entre ambos, e o Homem acaba por matar o Bruto. em seguida, o Homem encontra o quarto da mulher, mas fica devastado ao constatar que o Bruto a matou.
O Homem repara a sua aeronave e voa até ao local onde os sobreviventes se juntaram. Acaba por matar o seu novo líder e liberta o Anão. Este mostra ao Homem o local onde o Capitão guardava a sua concubina. O Homem sorri e esta sorri-lhe de volta.

## Elenco
- Pierre Jolivet .... o homem
- Jean Bouise .... o médico
- Fritz Wepper .... capitão
- Jean Reno .... o bruto
- Christiane Krüger .... concubina do capitão
- Maurice Lamy .... anão

## Principais prêmios e indicações
César 1984 (França)
- Indicado na categoria de melhor primeira obra.

Fantasporto 1984 (Portugal)
- Recebeu menção especial do júri da audiência.
- Venceu nas categorias de melhor diretor e melhor filme.